# Corey Stoll

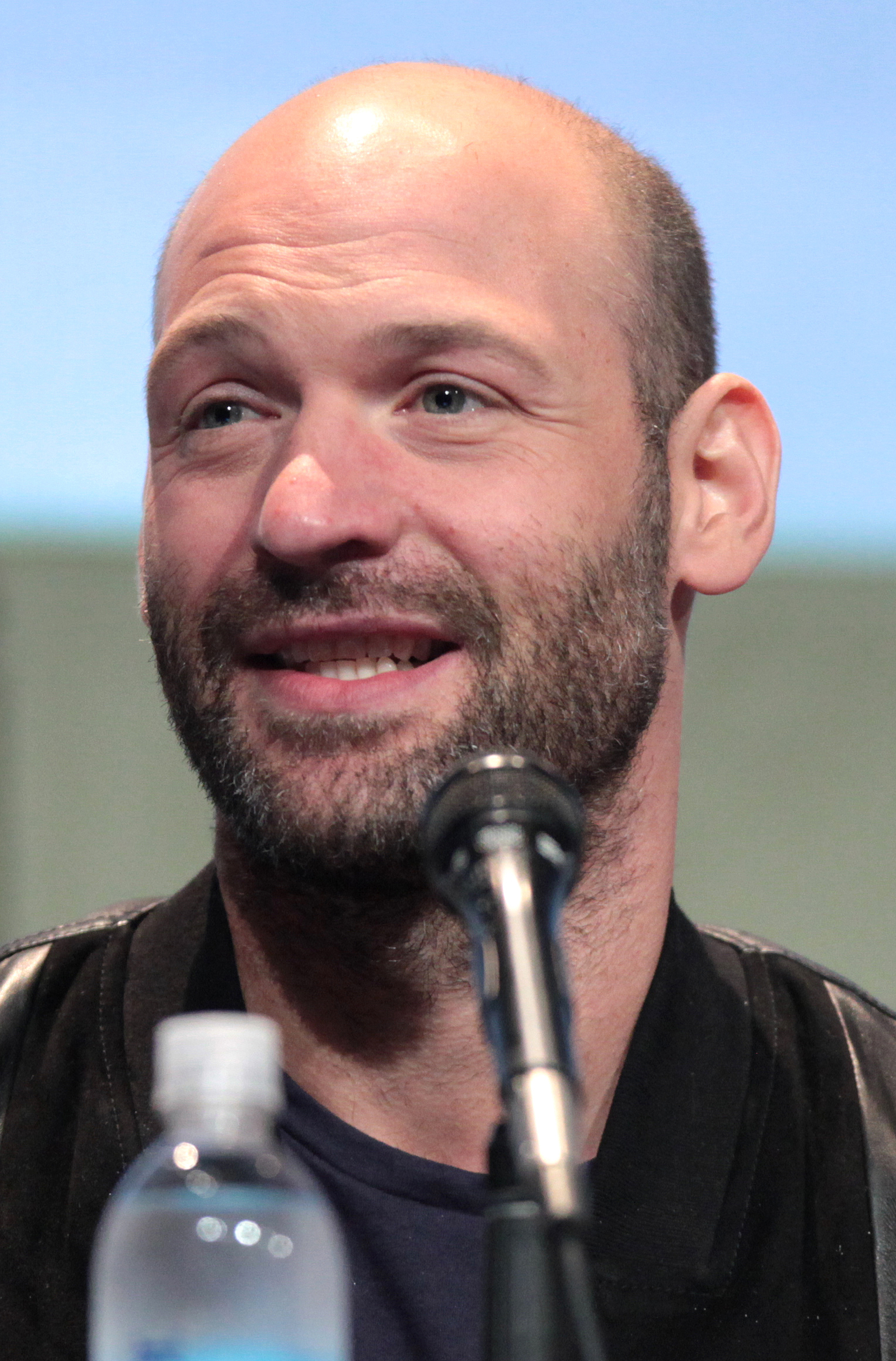
Stoll (2015)

Corey Daniel Stoll (* 14. März 1976 in New York City, New York) ist ein US-amerikanischer Schauspieler.

## Leben
Stoll wurde in der New Yorker Upper West Side geboren und besuchte die High School for Performing Arts.
Er begann seine Karriere am Theater und erhielt nach seinem Umzug nach Los Angeles erste Fernsehrollen in Serien wie CSI: Vegas (2004), New York Cops – NYPD Blue (2004), Alias – Die Agentin (2005) und Numbers – Die Logik des Verbrechens (2005).
Ab 2005 folgten auch erste Filmrollen, darunter die des Killers Saul im Thriller Lucky Number Slevin (2006).
Von 2010 bis 2011 spielte er in den 22 Folgen der Krimiserie Law & Order: LA die Rolle des Detektivs Tomas Jaruszalski. In Woody Allens Komödie Midnight in Paris verkörperte er Ernest Hemingway. 2013 und 2016 war er in der US-Serie House of Cards als Peter Russo zu sehen. Im Kinofilm Aufbruch zum Mond spielte er den Astronauten Buzz Aldrin.
Von 2014 bis 2017 spielte er den Protagonisten Ephraim Goodweather in der Serie The Strain. Weitere Film- und Fernseharbeiten folgten, sein Schaffen umfasst mehr als 60 Produktionen.

## Filmografie (Auswahl)
- 2001: Okénka (Kurzfilm)
- 2004: Charmed – Zauberhafte Hexen (Charmed, Fernsehserie, Episode 7x10)
- 2005: Kaltes Land (North Country)
- 2005: Numb3rs – Die Logik des Verbrechens (Numb3rs, Fernsehserie, Episode 1x11)
- 2005: Emergency Room – Die Notaufnahme (ER, Fernsehserie, Episode 12x01)
- 2006: Lucky Number Slevin
- 2006: A Girl Like Me: The Gwen Araujo Story (Fernsehfilm)
- 2006: The Nine – Die Geiseln (The Nine, Fernsehserie, 2 Episoden)
- 2006–2007: Navy CIS (NCIS, Fernsehserie, 3 Episoden)
- 2007: Number 23 (The Number 23)
- 2009: Push
- 2009: The Unusuals (Fernsehserie, Episode 1x06)
- 2010: Helena from the Wedding
- 2010: Salt
- 2011: Midnight in Paris
- 2010–2011: Law & Order: LA (Fernsehserie, 22 Episoden)
- 2012: Victoriana
- 2012: Das Bourne Vermächtnis (The Bourne Legacy)
- 2012: Christine (Fernsehserie, 2 Episoden)
- 2012: The Time Being
- 2013: C.O.G.
- 2013: Decoding Annie Parker
- 2013, 2016: House of Cards (Fernsehserie, 12 Episoden)
- 2014: Non-Stop
- 2014: The Normal Heart (Fernsehfilm)
- 2014: Sieben verdammt lange Tage (This Is Where I Leave You)
- 2014: Homeland (Fernsehserie, Episode 4x01)
- 2014–2017: The Strain (Fernsehserie)
- 2015: Ant-Man
- 2015: Black Mass
- 2015: Dark Places – Gefährliche Erinnerung (Dark Places)
- 2016: Girls (Fernsehserie, 4 Episoden)
- 2016: Café Society
- 2016: Gold – Gier hat eine neue Farbe (Gold)
- 2018: The Seagull – Eine unerhörte Liebe (The Seagull)
- 2018: Aufbruch zum Mond (First Man)
- 2018: The Romanoffs (Fernsehserie, Episode 1x02)
- 2019: The Report
- 2020: Ratched (Fernsehserie, 3 Episoden)
- 2020–2023: Billions (Fernsehserie, 34 Folgen)
- 2021: The Many Saints of Newark
- 2021: West Side Story
- 2023: Ant-Man and the Wasp: Quantumania
- 2023: Transatlantic (Fernsehserie, 7 Folgen)
- 2023: Rebel Moon – Teil 1: Kind des Feuers (Rebel Moon – Part One: A Child of Fire)
- 2025: Die perfekte Schwester (Fernsehserie, 8 Folgen)